# Премия имени А. Н. Туполева
Премия имени А. Н. Туполева — премия, присуждаемая с 1994 года Российской академией наук. Присуждается Отделением проблем машиностроения, механики и процессов управления за выдающиеся работы в области авиационной науки и техники.

Премия названа в честь русского и советского авиаконструктора А. Н. Туполева.

## Лауреаты премии
См. Категория:Лауреаты премии имени А. Н. Туполева
- 1994 — Игорь Селезнев — за комплекс научно-исследовательских и опытно-конструкторских работ по созданию крылатых ракет самолетов дальней авиации
- 1997 — Сергей Михеев — за комплекс научно-исследовательских и опытно-конструкторских работ по созданию боевых и гражданских вертолетов
- 2000 — Алексей Туполев, Лев Лановский, Геннадий Павловец — за комплекс научно-исследовательских и опытно-конструкторских работ по созданию высокоэффективного среднемагистрального самолёта Ту-204
- 2003 — Гиви Джанджгава, Александр Барковский, Валерий  Суханов — за цикл работ «Модернизация авиационных комплексов на базе новых технических решений»
- 2006 — Виталий Барвинок — за монографию «Плазма в технологии, надёжность, ресурс»
- 2009 — Виктор Кобзев, Геннадий Панатов, Владимир Соколянский  — за работу по созданию многоцелевого самолета-амфибии Бе-200
- 2012 — Марат Тищенко — за серию научных работ «Разработка идеологии проектирования и выбор оптимальных параметров проектирования вертолетов различного назначения»